# Yamato Sanzan
Les Yamato Sanzan (大和三山) ou « trois montagnes de Yamato », à Kashihara, préfecture de Nara, au Japon, sont les mont Kagu (香具山), mont Unebi (畝傍山) et mont Miminashi (耳成山). Célébrés dans la poésie japonaise, ils sont collectivement désignés « lieu de beauté scénique »,. L'empereur Jimmu, premier empereur du Japon, passe pour avoir construit son palais sur le côté sud-est du mont Unebi ; il est vénéré au Kashihara-jingū. Des études archéologiques réalisées dans les années 1990 montrent que, plutôt que d'être environnée par Fujiwara-kyō sur trois côtés, la « ville-palais » était assez grande pour englober les trois montagnes.

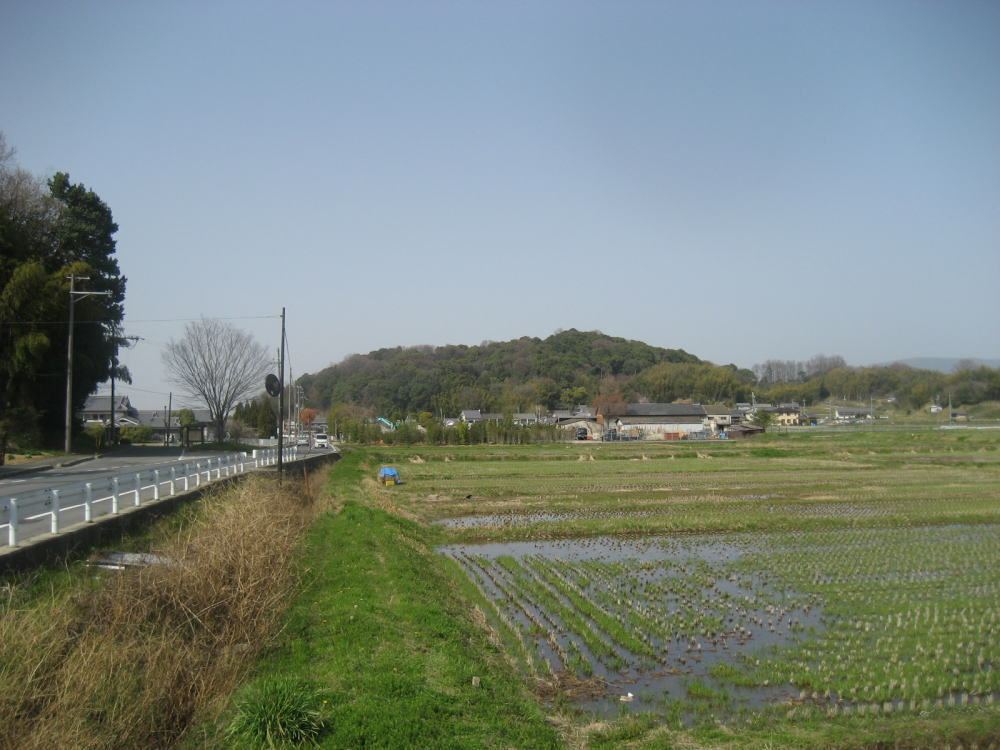
Mont Kagu (152,4 m) 34° 29′ 43,5″ N, 135° 49′ 05,5″ E
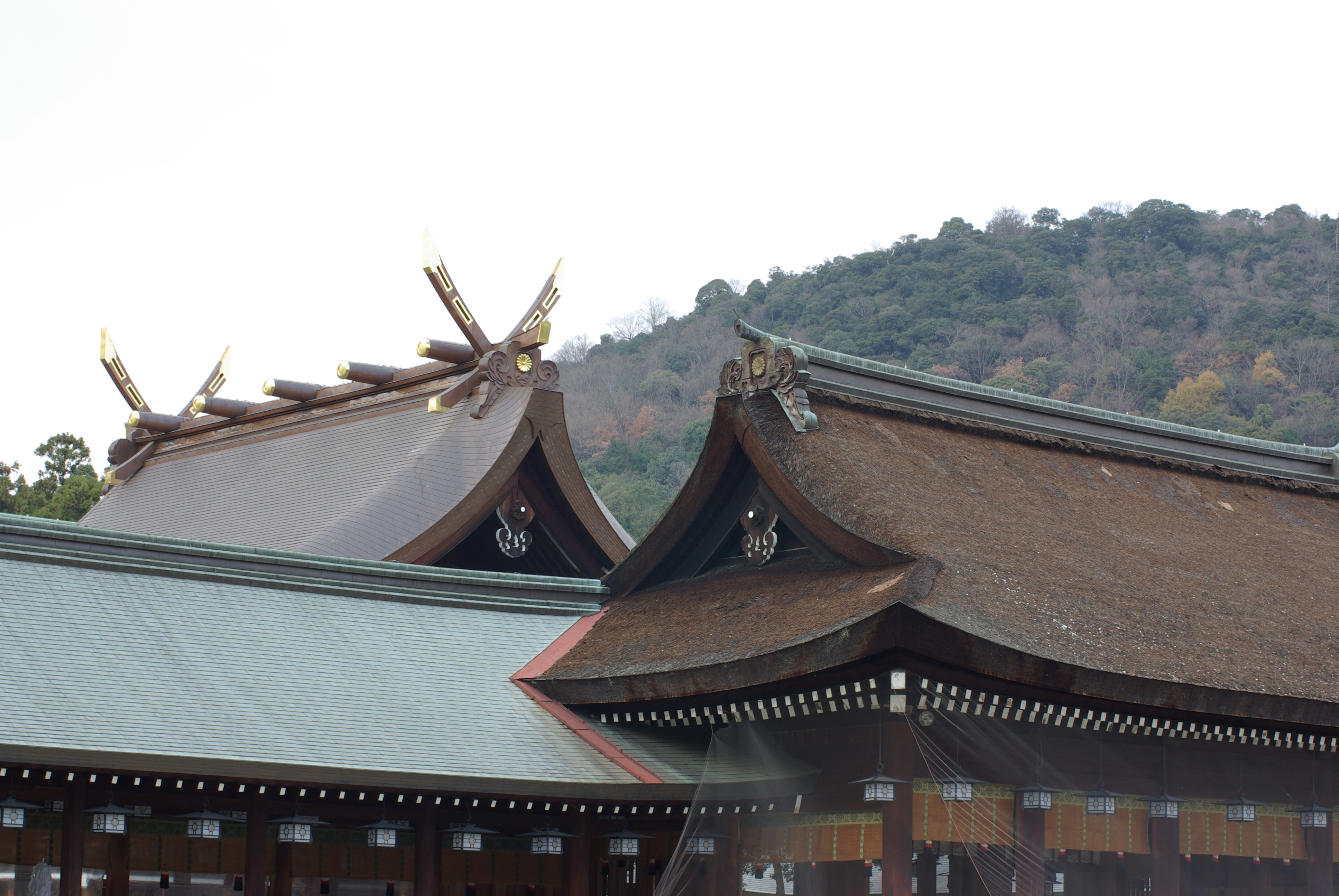
Mont Unebi (199,2 m) 34° 29′ 32,5″ N, 135° 47′ 06″ E
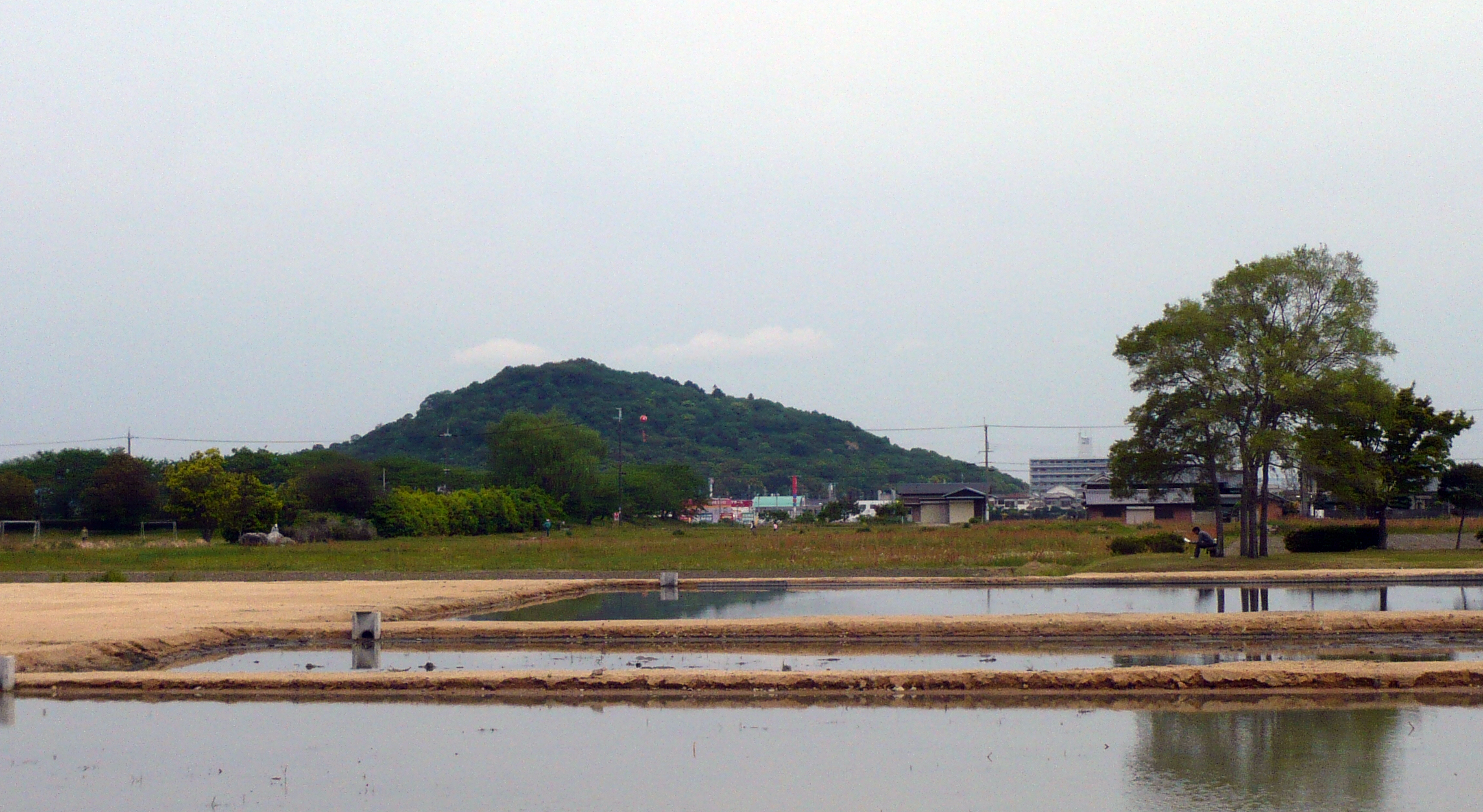
Mont Miminashi (139,7 m) 34° 30′ 53″ N, 135° 48′ 20″ E